# Alcolea de las Peñas
Alcolea de las Peñas település Spanyolországban, Guadalajara tartományban. Alcolea de las Peñas Atienza, Cincovillas, Paredes de Sigüenza, Sigüenza, Tordelrábano és Barcones községekkel határos. Lakosainak száma 14 fő (2024).

## Népesség
A település lakosságának változását az alábbi diagram mutatja:
| Lakosok száma | 28   | 24   | 21   | 16   | 19   | 11   | 11   | 13   | 16   | 14   |
|               | 2001 | 2004 | 2006 | 2009 | 2011 | 2014 | 2016 | 2019 | 2021 | 2024 |